# Eduard Lewandowski
Eduard Woldemarowitsch Lewandowski (russisch Эдуард Вольдемарович Левандовский, wiss. Transliteration Eduard Voldemarovič Levandovskij; * 3. Mai 1980 in Krasnoturjinsk, Russische SFSR) ist ein deutsch-russischer Eishockeyspieler, der zuletzt bis April 2023 bei den Krefeld Pinguinen aus der DEL2 unter Vertrag gestanden und dort auf der Position des Stürmers gespielt hat. Zuvor absolvierte Lewandowski unter anderem über 620 Spiele für die Eisbären Berlin, Kölner Haie, Adler Mannheim und Düsseldorfer EG in der Deutschen Eishockey Liga (DEL), wo er im Jahr 2007 mit den Adler Mannheim die deutsche Meisterschaft gewann. Darüber hinaus bestritt er auch über 420 Partien in der Kontinentalen Hockey-Liga (KHL).

## Karriere
Eduard Lewandowski ist im russischen Krasnoturjinsk geboren, wo er früh eine Sportart namens Bandy erlernte, was dem Eishockey ähnlich ist. Im Alter von 15 Jahren kam er als Aussiedler nach Deutschland, wechselte zum Eishockey und begann 1997 seine Profi-Karriere beim EC Wilhelmshaven, wo ihm mit der Mannschaft innerhalb von zwei Jahren der Aufstieg aus der Regionalliga in die 2. Bundesliga gelang. In der 2. Liga gehörte er beim norddeutschen Club zu den Leistungsträgern. In seinen ersten beiden Jahren verbuchte er in 97 Spielen 87 Scorerpunkte.

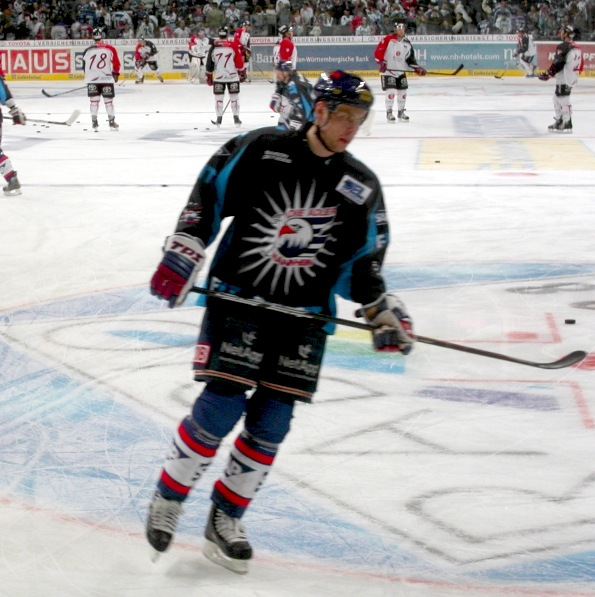
Lewandowski im Trikot der Adler Mannheim (2008)

Zur Saison 2001/02 wechselte Lewandowski in die Deutsche Eishockey Liga zu den Eisbären Berlin. Nach einer zwar für ihn persönlich erfolgreichen Saison, in der er allerdings mit den Eisbären bereits im Viertelfinale der Playoffs ausschied, entschied er sich zu einem Wechsel zum damals amtierenden deutschen Meister, den Kölner Haien. Ein wichtiger Grund für seinen Wechsel war, dass Hans Zach Trainer in Köln war. Mit ihm hatte Lewandowski bereits in der Nationalmannschaft zusammengearbeitet.
In Köln entwickelte sich Lewandowski weiter zu einem der technisch besten deutschen Eishockeyspieler. So wurde er von den Phoenix Coyotes an insgesamt 242. Stelle während des NHL Entry Draft 2003 ausgewählt, entschied sich jedoch zunächst für einen Verbleib bei den Haien. Größte Erfolge mit dem KEC waren die Vizemeisterschaft 2003 und der Gewinn des DEB-Pokals 2004.
Zur Spielzeit 2006/07 wechselte er zum Ligakonkurrenten Adler Mannheim und gewann prompt den Pokal und die Meisterschaft. Im Sommer 2008 verlängerte Lewandowski seinen Vertrag in Mannheim, wechselte aber zur Saison 2008/09 zum russischen KHL-Teilnehmer HK Spartak Moskau. Seine DEL-Transferrechte hielten bis 2011 die Adler.
Im Januar 2010 gab Spartak Moskau Lewandowski an Neftechimik Nischnekamsk ab. Für Neftechimik absolvierte er 20 KHL-Partien, ehe er im Juli des gleichen Jahres von Atlant Mytischtschi verpflichtet wurde. In den folgenden zwei Jahren ging Lewandowski für Atlant aufs Eis und brachte es dabei auf über 100 Einsätze in der Hauptrunde sowie 36 Playoff-Partien und stand mit seinem Verein in der Saison 2010/11 im KHL-Playoff-Finale um den Gagarin-Pokal, verlor dieses jedoch gegen Salawat Julajew Ufa. Nach Auslaufen seines Vertrages wechselte er im Mai 2012 zurück zu Spartak Moskau. Im Januar 2013 wurde er bis Saisonende an Neftechimik Nischnekamsk ausgeliehen und absolvierte 14 Partien für diesen Klub. Anschließend kehrte er zu Spartak zurück, wurde aber noch im Mai 2013 an Awtomobilist Jekaterinburg abgegeben. Nach sieben Jahren in der Kontinentalen Hockey-Liga kehrte er zur Saison 2015/16 in die Deutsche Eishockey Liga zurück und unterschrieb einen Zweijahresvertrag bei der Düsseldorfer EG, der anschließend um ein Jahr verlängert wurde. Zur Saison 2018/19 wechselte Lewandowski zu den Löwen Frankfurt in die DEL2. In den folgenden drei Spieljahren war Lewandowski einer der Führungsspieler und erreichte 134 Scorerpunkte, davon 51 Tore und 83 Assists. Nach dem Ausscheiden aus den DEL2-Playoffs und dem damit verpassten Aufstieg verließ Lewandowski die Löwen. Im Jahr 2021 wechselte Lewandowski zu den Krefeld Pinguinen in die DEL, bei denen er zwei Spielzeiten verbrachte.

### International
Obwohl Lewandowski in seinen Vereinen stets zu den Leistungsträgern und Topscorern gehörte, konnte er diese Leistung bei der Nationalmannschaft nur selten abrufen. Dennoch gehört er zwischen 2002 und 2006 zum Stammkader der DEB-Auswahl. An den Weltmeisterschaften 2002 bis 2005 nahm er ebenso teil, wie am World Cup of Hockey 2004 und den Olympischen Winterspielen 2006 in Turin.

## Erfolge und Auszeichnungen
| - 1999 Aufstieg in die 2. Bundesliga mit dem EC Wilhelmshaven-Stickhausen - 2003 Teilnahme am DEL All-Star Game - 2004 Teilnahme am DEL All-Star Game - 2006 Teilnahme am DEL All-Star Game - 2007 Teilnahme am DEL All-Star Game | - 2007 Deutscher Pokalsieger mit den Adler Mannheim - 2007 Deutscher Meister mit den Adler Mannheim - 2008 Teilnahme am DEL All-Star Game - 2011 Russischer Vizemeister mit Atlant Mytischtschi |

## Karrierestatistik
Stand: Ende der Saison 2022/23

### International
Vertrat Deutschland bei:
| - Weltmeisterschaft 2002 - Weltmeisterschaft 2003 - Weltmeisterschaft 2004 | - World Cup of Hockey 2004 - Weltmeisterschaft 2005 - Olympischen Winterspielen 2006 |

(Legende zur Spielerstatistik: Sp oder GP = absolvierte Spiele; T oder G = erzielte Tore; V oder A = erzielte Assists; Pkt oder Pts = erzielte Scorerpunkte; SM oder PIM = erhaltene Strafminuten; +/− = Plus/Minus-Bilanz; PP = erzielte Überzahltore; SH = erzielte Unterzahltore; GW = erzielte Siegtore; 1 Play-downs/Relegation; Kursiv: Statistik nicht vollständig)